# Synopeas macrurus
Synopeas macrurus är en stekelart som först beskrevs av William Harris Ashmead 1896.  Synopeas macrurus ingår i släktet Synopeas och familjen gallmyggesteklar. Inga underarter finns listade i Catalogue of Life.